# 名鉄美濃町線
美濃町線（みのまちせん）は、岐阜県岐阜市の徹明町駅から1999年まで岐阜県美濃市の美濃駅、2005年まで岐阜県関市の関駅までを結んでいた名古屋鉄道（名鉄）の軌道線。2005年4月1日に全線が廃止された。
路線名は、美濃市の前身美濃町にちなむ。1999年に美濃市内から路線が廃止された後も、2005年の全線廃止までこの線名が使われていた。

## 概要
路線の大半が国道156号線・国道248号線に沿って敷設されている。徹明町駅 - 北一色駅間は完全な併用軌道だが、北一色駅 - 関駅間は道路と並行して走る専用軌道が多く、郊外電車の趣であった。建設当初は岐阜の繁華街である柳ヶ瀬と美濃市を結んでいたが、後に岐阜側の起点は徹明町に変更された。
名古屋方面への接続利便性向上のため、1970年に競輪場前 - 各務原線田神駅間に新線（田神線）を設け、新岐阜駅（現・名鉄岐阜駅）への直通運転を開始（それまで名古屋方面へ向かうためには、徹明町での乗り換えを要した）、運転の主体はそちらへ移動し、徹明町方面は支線化した。架線電圧が美濃町線・田神線が600V、各務原線が1500Vと異なるため、モ600形などの複電圧車が運用され始める。
併走する国道に運転されている岐阜乗合自動車（岐阜バス）は美濃町線に対し速度・便数ともに優位に立っており、苦戦を余儀なくされる。しかし、モ880形やモ800形といった新車が廃線の数年前まで継続的に投入され、また交換設備の増設による増発なども実施された。
しかし、モータリゼーションの進展により乗降客の減少は歯止めがかからなかった。1999年には末端区間で利用客が少なく、長良川鉄道越美南線が並行している新関 - 美濃間が廃止された。代替措置として新関から長良川鉄道関駅へ乗り入れる新線が建設され、一部列車が乗り入れるようになる。2001年にはライバルである岐阜バスとの共通乗車制度が設けられた。
利用客の減少の理由として、1974年度より公立高校普通科への進学にあたって沿線の岐阜市（岐阜学区）と美濃市・関市（中濃学区）とで同一学区とならなかったことも大きかった。公立普通科について、岐阜市の高校生が関市へ、また逆に美濃市・関市の高校生が岐阜市へ通学することができないのであれば、当然通学定期の収入はそれだけ落ちることになる。
その後も利用客は減少し、2003年1月24日に名古屋鉄道は、当線を含めた600V電化区間について運営撤退を周辺自治体と検討すると表明（名鉄岐阜市内線#概要も参照）し、翌2004年に正式に撤退を表明した。これを受けて、地元の岐阜市などでは協議会を設置し、公設民営方式での存続の可能性について検討が行なわれたが、2004年7月27日に岐阜市長は利用客減少や財政難などを理由に存続断念を発表。これを受けて、他の600V区間と共に2005年4月1日に全線廃止が決定された。
廃止直前の2005年1月29日、新岐阜駅は名鉄岐阜駅と改称されたが、美濃町線の車両は直後に廃止を控えていたこともあり、方向幕の差替えは行われず「新」の部分をマスキングしただけで使用された。車内放送や運賃表示器の駅名表記も変更されることなく「新岐阜」のままであった。
2005年3月31日にさよなら運転が行われた。しかし日野橋 - 琴塚間で線路妨害（往来危険）の置き石に遭い、一時不通に。また、ワンマン運行のため混雑する乗客の対応に時間がかかり、最終電車は4月1日になっていた（最終電車は4月1日午前0時40分過ぎ新関に到着）。
なお、地元・関市の企業を中心として、営業再開へ向けた動きも模索された（名鉄岐阜市内線#廃止後の動きを参照）が、進展を見せないまま実現されなかった。
道路上に残された軌道跡は、2006年から順次埋め立てが進んでいる。専用軌道部分は一部に太陽光パネルが設置されているが、それ以外の区間の大半は各種設備を撤去しただけの状態で放置されている。また小屋名 - 新関間の旧国道248号に並行していた区間については道路拡幅や線形改良で跡形もなくなっている。
上芥見駅 - 白金駅間の津保川橋梁は、鉄管柱橋脚を有する珍しいタイプの橋梁であった。

### 路線データ
※特記なければ路線廃止時点のもの。
- 路線距離（営業キロ）：
  - 徹明町 - 関間 18.8km （2005年廃止）
  - 新関 - 美濃間 6.3km （1999年廃止）
- 軌間：1067mm
- 駅数：24駅（起終点駅、岐阜柳ヶ瀬駅含む）
- 複線区間：徹明町 - 梅林間
- 電化区間：全線電化（直流600V）
- 閉塞方式：特殊自動閉塞式（梅林 - 下芥見間）、スタフ閉塞式（下芥見 - 関間）
- 最高速度：40km/h

## 歴史
美濃電気軌道により開業した。起点と終点付近で経路変更が行われている。
- 1911年（明治44年）
  - 2月11日 美濃電気軌道が神田町（後の岐阜柳ヶ瀬） - 上有知（後の美濃町）間を開業。
  - 4月1日 上有知駅を美濃町駅に改称。
  - 7月24日 美濃町駅移転。
- 1913年（大正2年） 関駅を美濃関駅に改称。
- 1915年（大正4年）以前 神田町駅を美濃電柳ヶ瀬駅に改称。
- 1923年（大正12年）
  - 10月1日 松森 - 新美濃町（後の美濃）間を移設。美濃町駅を移転し新美濃町駅に改称。
  - 10月5日 美濃関駅を新美濃関駅に改称。
  - 同年中 美濃町駅前駅開業。
- 1924年（大正13年） 新美濃関駅を新関駅に改称。
- 1928年（昭和3年） 赤土坂駅休止。
- 1930年（昭和5年）
  - 8月20日 名古屋鉄道が美濃電気軌道を合併。美濃町線となる。
  - 9月5日 名古屋鉄道が名岐鉄道に社名変更。
- 1931年（昭和6年）1月1日 美濃電柳ヶ瀬駅を岐阜柳ヶ瀬駅に改称。
- 1932年（昭和7年） 二軒家駅を薬専前駅に改称。
- 1935年（昭和10年）8月1日 名岐鉄道が名古屋鉄道に社名変更。
- 1938年（昭和13年）以前 薬専前 - 兵営前間の岩戸前駅廃止。
- 1941年（昭和16年）2月10日 兵営前駅を北一色駅に改称。
- 1942年（昭和17年）
  - 4月1日以前[5]岐阜柳ヶ瀬 - 梅林間の殿町駅廃止。
  - 11月15日 赤土坂駅再開。
- 1944年（昭和19年） 野一色駅休止。
- 1946年（昭和21年）3月1日以前[5]美濃町駅前駅休止。
- 1949年（昭和24年）10月1日 野一色駅再開。
- 1950年（昭和25年）
  - 4月1日 岐阜柳ヶ瀬 - 梅林間を廃止し、徹明町 - 梅林間の新線開業。美濃町線の起点を徹明町駅に変更。梅林駅移転。薬専前駅を薬大前駅に改称。競輪場前駅開業。
  - 9月10日 徹明町 - 梅林間に金園町駅開業。
- 1953年（昭和28年）4月12日 徹明町 - 梅林間が複線化。
- 1954年（昭和29年）10月1日 新美濃町駅を美濃駅と改称。
- 1957年（昭和32年）8月11日 岩田坂駅開業。
- 1960年（昭和35年）10月20日 休止中の松森 - 美濃間の美濃町駅前駅廃止。
- 1965年（昭和40年）11月21日 金園町駅を金園町四丁目駅に、薬大前駅を金園町九丁目駅に改称。
- 1970年（昭和45年）6月25日 田神線の開業により、新岐阜駅（現・名鉄岐阜駅）に美濃町線電車が乗り入れ開始。新岐阜 - 美濃間に急行を運転開始。
- 1975年（昭和50年）9月16日 急行廃止。
- 1983年（昭和58年）6月15日 新関 - 美濃間が昼間ワンマン運転化。
- 1999年（平成11年）
  - 4月1日 新関 - 美濃間6.3kmが廃止、新関 - 関間が開業[1]（手続き上は新関 - 関間0.3km線路移設、関 - 美濃間6.0km廃止）。
  - 12月25日 徹明町・新岐阜 - 新関間でワンマン運転開始。
- 2005年（平成17年）4月1日 徹明町 - 関間18.8kmが廃止され全廃。

新関 - 関間の軌道は、新設後（手続き上は線路移設）わずか6年で廃止された。

## 運行形態

起点の徹明町駅と田神線の位置関係

徹明町駅が起点であるが、1970年の田神線開業後は新岐阜駅（路線廃止時は名鉄岐阜駅）との田神線経由の直通電車がダイヤの中心となり、徹明町発着の電車は野一色または日野橋で新岐阜発着の新関・美濃方面の電車に接続する形になっていた。両系統が運転される競輪場前以東では、続行運転を行っていた。続行運転中は後続列車がスタフを持ち、先行列車は続行票と呼ばれる赤・黄2色の円盤を前面に取り付けていた。
田神線開通前は徹明町駅発着列車を15分間隔で設定していたほか、ラッシュ時はそれに北一色または日野橋折返しの区間列車を加えて徹明町 - 北一色・日野橋間の運転間隔を7分30秒間隔としていた。田神線開通後は先述のように新岐阜 - 競輪場前 - 美濃間ルートが中心となるが、当初競輪場前駅の田神線ホームは交換設備がなく、列車交換の関係から毎時2本の設定が限界であったため、それを主体としたダイヤにしたことで美濃町線全体の運行本数も従来より減ることとなった。田神線経由列車には急行列車も設定され、当初の停車駅は新岐阜・田神・市ノ坪・競輪場前・北一色・野一色・日野橋・岩田坂・下芥見・白金・赤土坂・新関・神光寺・美濃であった。しかし急行運転は長く続かず、1972年改正で新関 - 美濃間が、1975年改正で全区間が廃止され、全て普通列車となった。1979年当時の日中ダイヤパターンは徹明町 - 美濃間、新岐阜 - 美濃間、新岐阜 - 野一色間毎時各1本であった。
1981年には懸案だった競輪場前駅の田神線ホームに交換設備が新設され、同年実施のダイヤ改正で田神線経由ルートの15分間隔運行が開始された。15分間隔運行では競輪場前・野一色・日野橋・下芥見・白金・赤土坂・新関・神光寺で列車の行き違いを行った。これに伴い、新関 - 美濃間は朝夕をのぞいて折り返し運行となり、新岐阜方面と美濃方面を往来する旅客は新関駅で乗り換えを要するようになった。
1985年当時の日中ダイヤパターンは徹明町 - 日野橋間が毎時2本、新岐阜 - 競輪場前 - 新関間が毎時4本、新関 - 美濃間が毎時2本であった。このうち新関 - 美濃間は1983年改正以降はワンマン運転となり、1987年改正で毎時1本に削減された。同改正以後、廃線まで同区間の日中運行間隔は毎時1本であった。
1999年の新関 - 美濃間廃止後、残存区間でもワンマン運転が導入された。運行本数の変更はなく、新規開業区間の新関 - 関間は新岐阜 - 新関間（毎時4本）のうち毎時1本程度が延長運転する形となったが、関駅で長良川鉄道の列車と連絡することを目的としたため、運転間隔は不規則だった。その後、2001年改正で昼間時間帯の減便が行われ、当該時間帯は徹明町 - 日野橋間毎時2本が徹明町 - 野一色間毎時1本、新岐阜 - 競輪場前 - 新関間が毎時4本から毎時2本に減らされていた（新関 - 関駅間の不規則延長は変更なし）。
運賃は田神線全線と美濃町線徹明町 - 日野橋間は均一制、日野橋 - 関間は運賃計算キロによる対キロ区間制で、日野橋を通過する場合は両方の額を合算していた（例・名鉄岐阜から関まで乗り通した場合の運賃は、（各務原線）名鉄岐阜 - 田神間・日野橋 - 関間の合算キロによる運賃＋田神・美濃町線均一運賃）。競輪場前で田神線方面と徹明町方面を乗り継ぐ場合は1乗車乗り切り制のために乗り継ぎ先で新たに運賃が発生していた（乗り換え券や乗り継ぎ割引はなし）。日野橋以西と以東を直通する列車は同駅から関・美濃方面へは運賃が上がるためにワンマン列車では乗車整理券が発行されていた。
下芥見駅 - 美濃駅はスタフ閉塞式であり、交換駅では無人駅を含め上下列車の運転士同士で直接スタフを交換する光景が見られた。末期の日中30分間隔での運転では白金駅での交換は行われておらず、下芥見駅 - 赤土坂駅で併合閉塞を行っていた（運転士がタブレットを二つ持って運行していた）。

## 使用車両

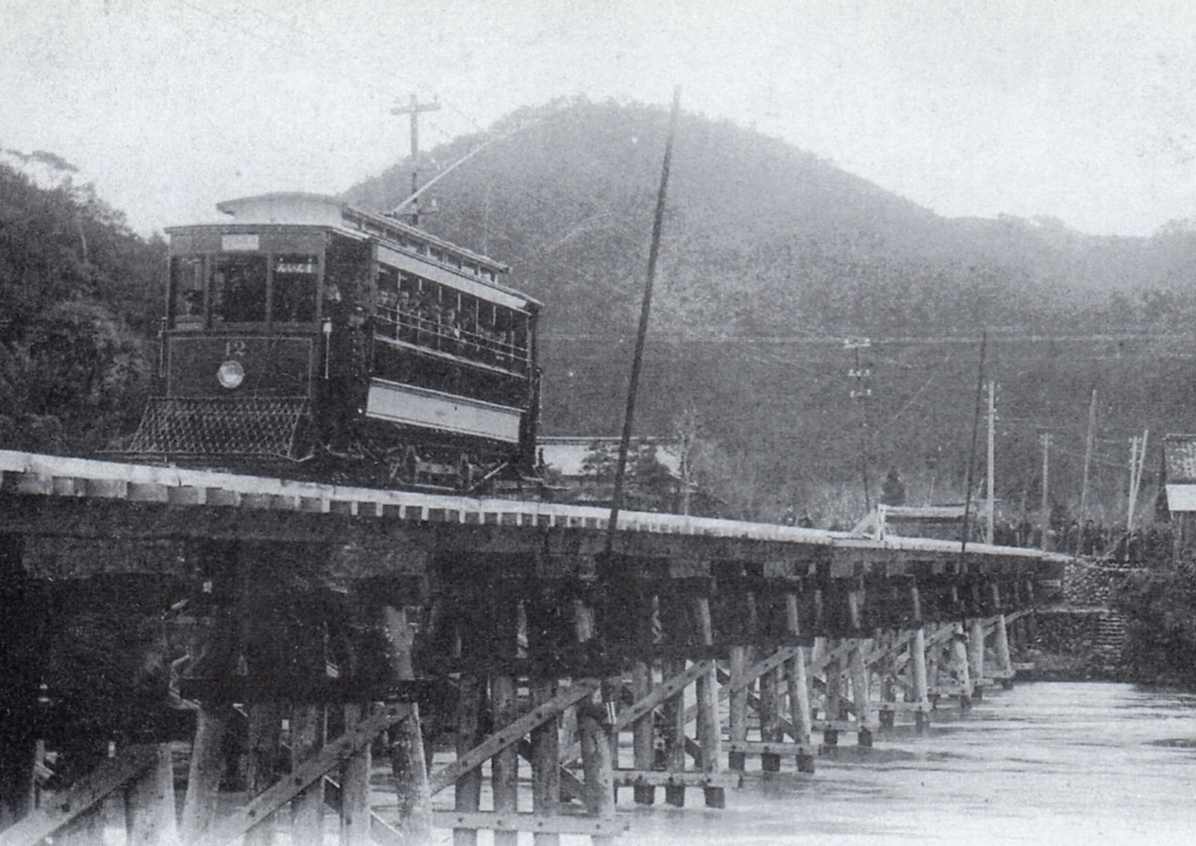
津保川橋梁を渡るD12号

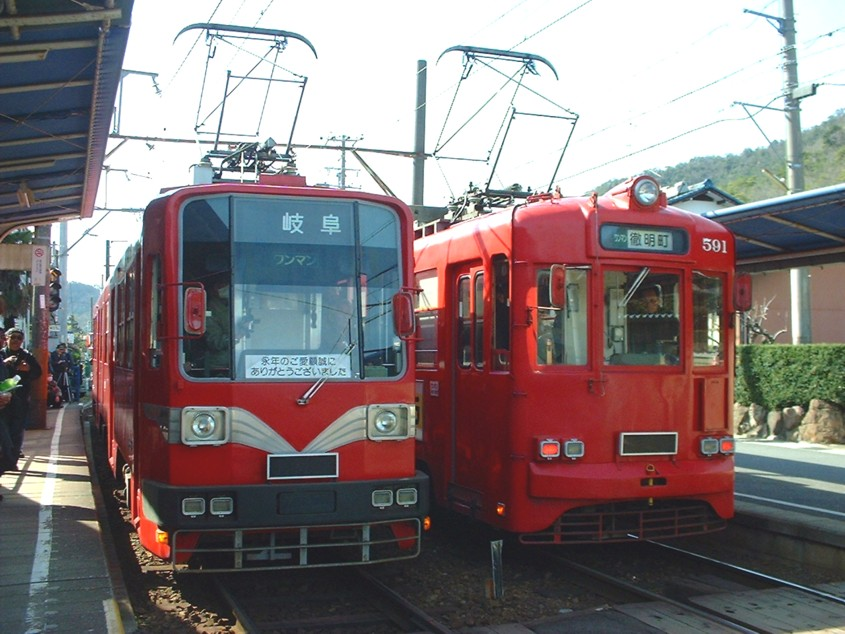
野一色で離合するモ880形とモ590形

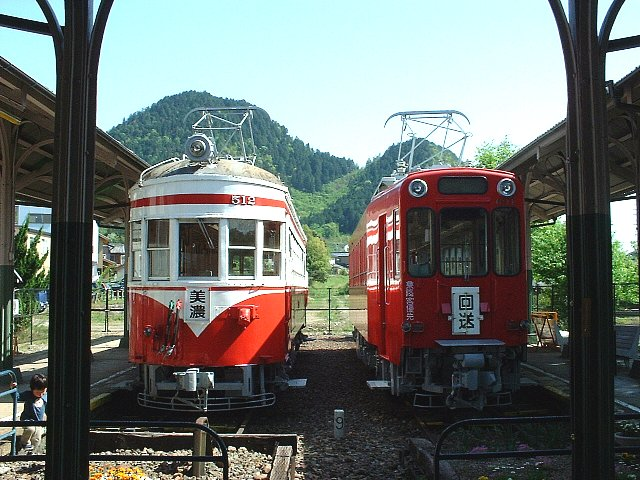
美濃駅構内に保存されたモ510形とモ600形

### 廃止時点
- モ880形 - 複電圧車
- モ870形 - 複電圧車
- モ800形（2代） - 複電圧車
- モ600形（2代） - 複電圧車
- モ590形

### 廃止以前
- モ580形
- モ570形
- モ540形
- モ530形（2代）
- モ510形・モ520形
- モ500形
- モ1形・モ5形・モ10形・モ35形

### 車両数の変遷
| 年        | 600形 | 880形 | 800形 | 580形 | 590形 | 870形 | 合計(冷房車) |
| --------- | ----- | ----- | ----- | ----- | ----- | ----- | ------------ |
| 1978      | 6     |       |       | 3     | 5     | 6     | 20(0)        |
| 1982-1983 | 6     | 10    |       |       | 5     | 6     | 27(0)        |
| 1984-1988 | 6     | 10    |       |       | 3     | 6     | 25(0)        |
| 1989-1991 | 6     | 10    |       |       | 3     | 4     | 23(0)        |
| 1992      | 6     | 10    |       |       | 3     | 4     | 23(4)        |
| 1993-1996 | 6     | 10    |       |       | 3     | 4     | 23(10)       |
| 1997      | 6     | 10    |       |       | 3     | 4     | 23(12)       |
| 1998-1999 | 6     | 10    |       |       | 3     | 4     | 23(14)       |
| 2000      | 6     | 10    |       |       | 3     | 4     | 23(16)       |
| 2001-2004 | 1     | 10    | 3     |       | 3     | 4     | 21(19)       |

- 1978年は10月1日現在、82・83年は1月1日現在、84年以降は4月1日現在
- 『私鉄車両編成表』各年版、ジェー・アール・アール

## 駅一覧
- 全駅岐阜県に所在。
- 駅名・接続路線名は廃止時点、営業キロ・所在地は路線（区間）廃止時点のもの。
- *印の駅は路線（区間）廃止前に廃止された駅（廃止日は歴史参照）。
- ☆ 琴塚 - 日野橋間で、ごくわずかに各務原市を通る。
- ※ 美濃町駅前駅営業当時の越美南線美濃市駅の駅名は美濃町駅。

凡例
線路 …｜：単線区間、◇：単線区間の交換可能駅、∧：これより下は複線、∨：これより下は単線
| 駅名         | 駅間 キロ | 営業 キロ | 接続路線               | 所在地 |
| ------------ | --------- | --------- | ---------------------- | ------ |
| 岐阜柳ヶ瀬駅 | -         | 0.0       | 名古屋鉄道：岐阜市内線 | 岐阜市 |
| *美園町駅    | 0.2       | 0.2       |                        | 岐阜市 |
| *殿町駅      | 0.2       | 0.4       |                        | 岐阜市 |
| 梅林駅       | 0.4       | 0.8       |                        | 岐阜市 |

| 駅名           | 駅間 キロ | 営業 キロ | 接続路線                         | 線路 | 所在地  |
| -------------- | --------- | --------- | -------------------------------- | ---- | ------- |
| 徹明町駅       | -         | 0.0       | 名古屋鉄道：岐阜市内線           | ∧    | 岐阜市☆ |
| 金園町四丁目駅 | 0.5       | 0.5       |                                  | \|\| | 岐阜市☆ |
| 梅林駅         | 0.4       | 0.9       |                                  | ∨    | 岐阜市☆ |
| 金園町九丁目駅 | 0.5       | 1.4       |                                  | ｜   | 岐阜市☆ |
| 競輪場前駅     | 0.5       | 1.9       | 名古屋鉄道：田神線（多くが直通） | ◇    | 岐阜市☆ |
| *岩戸前駅      | 0.3       | 2.2       |                                  | ｜   | 岐阜市☆ |
| 北一色駅       | 0.8       | 3.0       |                                  | ｜   | 岐阜市☆ |
| 野一色駅       | 1.1       | 4.1       |                                  | ◇    | 岐阜市☆ |
| 琴塚駅         | 0.7       | 4.8       |                                  | ｜   | 岐阜市☆ |
| 日野橋駅       | 1.0       | 5.8       |                                  | ◇    | 岐阜市☆ |
| 岩田坂駅       | 1.1       | 6.9       |                                  | ｜   | 岐阜市☆ |
| 岩田駅         | 1.2       | 8.1       |                                  | ｜   | 岐阜市☆ |
| 下芥見駅       | 1.2       | 9.3       |                                  | ◇    | 岐阜市☆ |
| 上芥見駅       | 1.6       | 10.9      |                                  | ｜   | 岐阜市☆ |
| 白金駅         | 1.8       | 12.7      |                                  | ◇    | 関市    |
| 小屋名駅       | 1.6       | 14.3      |                                  | ｜   | 関市    |
| 赤土坂駅       | 1.3       | 15.6      |                                  | ◇    | 関市    |
| 新田駅         | 1.1       | 16.7      |                                  | ｜   | 関市    |
| 新関駅         | 1.8       | 18.5      |                                  | ◇    | 関市    |
| 関駅           | 0.3       | 18.8      | 長良川鉄道：越美南線             | ｜   | 関市    |

| 駅名          | 駅間 キロ | 営業 キロ | 接続路線                            | 線路 | 所在地 |
| ------------- | --------- | --------- | ----------------------------------- | ---- | ------ |
| 新関駅        | -         | 18.5      | 長良川鉄道：越美南線（関駅）        | ◇    | 関市   |
| 下有知駅      | 2.2       | 20.7      |                                     | ｜   | 関市   |
| 神光寺駅      | 1.0       | 21.7      |                                     | ◇    | 関市   |
| 松森駅        | 1.5       | 23.2      |                                     | ｜   | 美濃市 |
| *美濃町駅前駅 | 1.3       | 24.5      | 日本国有鉄道：越美南線（美濃市駅※） | ｜   | 美濃市 |
| 美濃駅        | 0.3       | 24.8      | 長良川鉄道：越美南線（美濃市駅）    | ∧    | 美濃市 |

## 幻の路線「各務線」
大正時代に美濃電気軌道は、稲葉郡東南部（現・各務原市）方面への進出を考えていた。これは1917年（大正6年）に日本陸軍各務原飛行場が開設されるなど、その後軍需産業の発展と利用者が見込まれていたためとされる。計画によると、2路線が考えられていた。
1. 岐阜 - 那加村（現・各務原市） - 芥見村（現・岐阜市）
  - 美濃町線二軒家駅（金園町九丁目駅付近?）から日本陸軍六十八連隊（現・富田高等学校付近）、大島（現・各務原市蘇原大島町付近?）を経由し、下芥見駅にて美濃町線に接続するルート。
2. 那加村 - 各務村（現・各務原市）
  - 大島（現・各務原市蘇原大島町付近?）から日本陸軍第一飛行大隊（日本陸軍各務原飛行場の西部）を通り、各務村（現・各務原市各務西町付近?）に至るルート。現在の名鉄各務原線のやや北を通ると推定されている。

1922年（大正11年）9月14日に地方鉄道敷設の免許を取得していたが、建設はされず、幻となった。
その後、1923年（大正12年）6月19日に稲葉郡北長森村 - 同郡鵜沼村間の鉄道免許状が下付され、各務原鉄道株式会社が1924年（大正13年）4月13日が設立された。これが実質的に各務線の後継計画となり、美濃電気軌道の援助（子会社化）によって1927年（昭和2年）には長住町駅（現・名鉄岐阜駅） - 東鵜沼駅（現・新鵜沼駅）間の開通を果たす。その後、各務原鉄道は経営難から1935年（昭和10年）3月28日に名岐鉄道（同年8月1日名古屋鉄道に改称）と合併し、名鉄各務原線となった。